# 李玉奇
李玉奇（1917年8月—2011年2月8日），男，辽宁银州人，中国中医学家，辽宁中医药大学附属医院主任医师，首届国医大师。